# Найтм'ют (Аляска)
Найтм'ют (англ. Nightmute) — місто (англ. city) в США, в окрузі Бетел штату Аляска. Населення — 306 осіб (2020).

## Географія
Найтм'ют розташований за координатами 60°27′51″ пн. ш. 164°50′12″ зх. д. / 60.46417° пн. ш. 164.83667° зх. д. (60.464284, -164.836715).  За даними Бюро перепису населення США в 2010 році місто мало площу 261,38 км², з яких 250,95 км² — суходіл та 10,43 км² — водойми.

## Демографія
Згідно з переписом 2010 року, у місті мешкало 280 осіб у 59 домогосподарствах у складі 53 родин. Густота населення становила 1 особа/км².  Було 61 помешкання (0/км²).
Расовий склад населення:
| - 94,6 % — корінних американців - 5,0 % — білих |

До двох чи більше рас належало 0,4 %. Частка іспаномовних становила 2,5 % від усіх жителів.
За віковим діапазоном населення розподілялося таким чином: 40,0 % — особи молодші 18 років, 54,6 % — особи у віці 18—64 років, 5,4 % — особи у віці 65 років та старші. Медіана віку мешканця становила 22,8 року. На 100 осіб жіночої статі у місті припадало 110,5 чоловіків;  на 100 жінок у віці від 18 років та старших — 93,1 чоловіків також старших 18 років.
Середній дохід на одне домашнє господарство  становив 48 780 доларів США (медіана — 39 375), а середній дохід на одну сім'ю — 52 913 долари (медіана — 39 375). Медіана доходів становила 28 750 доларів для чоловіків та 28 125 доларів для жінок. За межею бідності перебувало 26,6 % осіб, у тому числі 23,7 % дітей у віці до 18 років та 14,8 % осіб у віці 65 років та старших.
Цивільне працевлаштоване населення становило 74 особи. Основні галузі зайнятості: освіта, охорона здоров'я та соціальна допомога — 31,1 %, публічна адміністрація — 23,0 %, транспорт — 12,2 %, роздрібна торгівля — 12,2 %.